# バリオン数生成
現代宇宙論において、バリオン数生成（英語：baryogenesis）は、初期宇宙で起こったと考えられている物理過程であり、バリオン非対称性、すなわち観測される宇宙における物質（バリオン）と反物質（反バリオン）の不均衡を生み出したと考えられている。
現代物理学における未解決の問題の1つは、宇宙において反物質よりも物質の方が優勢であることである。宇宙は全体として非ゼロで正のバリオン数密度を持つ、つまり物質が存在するように見える。宇宙論においてはわれわれが見ている粒子は現在われわれが測定している物理学と同じ物理学で作られたと仮定されているため、通常、物質と反物質は同じ量作られており全体のバリオン数はゼロであると予想される。このため、特定の条件下では（反物質ではなく）通常の物質が生成されやすい対称性の破れのメカニズムがいくつか提案されている。この不均衡は非常に小さく、ビッグバン後のほんの数秒後の粒子10000000000 (1010)個につき1つであったであろうが、物質と反物質の大部分が消滅した後に残ったのは現在の宇宙に存在するすべてのバリオン物質とそれよりもはるかに多くのボース粒子であった。2010年にフェルミ研究所で報告された実験では、この不均衡は以前の想定よりもはるかに大きいことが明らかになったようである。一連の粒子衝突実験において、生成された物質の量は生成された反物質の量よりもおよそ1%多かった。この不均衡の理由はまだ分かっていない。
ほとんどの大統一理論では、通常は非常に大きいXボソン(X)または大きいヒッグス粒子(H0)により媒介される反応を起こし、バリオン数の対称性を明示的に破る。これらの事象が生じる速度は、中間のXまたはH0粒子の質量により主に支配されるため、これらの反応が現在見られるバリオン数の大部分の原因であると仮定することにより、現在の物質の存在を説明するには速度が遅すぎる最大質量を計算することができる。これらの推定値は大量の物質はときどきこれまで観測されていない陽子の自発的崩壊が起こることを予測している。したがって、物質と反物質の間の不均衡は謎のままである。
バリオン数生成理論は、基本粒子間の相互作用の異なる説明に基づいている。2つの主要な理論は、電弱時代に生じた電弱バリオン数生成（標準理論）と大統一時代に生じたGUTバリオン数生成である。このような可能性のあるメカニズムを説明するために場の量子論と統計物理学が用いられる。
バリオン数生成に続き原始核合成が起こり、原子核が形成され始める。
| なぜ観測可能な宇宙は反物質よりも物質が多いのか？ |

## 背景
相対論的量子力学の発展の一部として1928年ごろにポール・ディラックにより定式化されたディラック方程式は、対応する粒子の予想される解とともに反粒子の存在を予測した。これ以来、既知の種類の粒子すべてに対応する反粒子があることが実験で確認されている。CPT定理では、粒子とその反粒子は同じ質量と寿命を持ち、反対の電荷を持つ。この対称性を考えると、宇宙において物質と反物質の量が等しくないことは不可解である。実際、観測可能な宇宙で有意な濃度の反物質が存在するという実験的証拠はない。
この不均衡には主に2つの解釈がある。宇宙は物質がわずかに多く始まった（宇宙の合計バリオン数がゼロではない）、もしくは宇宙は元々完全に対称的であったが、どういうわけか一連の現象が時間の経過とともに物質がわずかに多くなるように寄与したというものである。後者の観点が好まれるが、どちらかが正しいと示す明確な実験的証拠はない。

## 初期宇宙の物質形成
宇宙の普通の物質の大部分は中性子と陽子からなる原子核にある。これらの中性子と陽子はクォークと呼ばれるより小さい粒子で構成される。すべての種類の物質粒子に対して、同じ質量と反対の電荷を持つ対応する反粒子がある。宇宙の最初の少しの間、宇宙はほぼ等量の物質と反物質で構成され、したがってほぼ等量のクォークと反クォークを含んでいたと仮定されている。宇宙が膨張しおよそ2×1012 Kの臨界点まで冷却されると、クォークは結合し、通常の物質と反物質となった。反物質は物質と対消滅し、50億分の1の小さな初期非対称性となり、われわれの周りに物質が残る。自由で分離した個々のクォークと反クォークは実験では観測されていない。クォークと反クォークは常に3つの組み合わせ（バリオン）で見られる、もしくはクォーク-反クォークのペア（中間子）で束縛されている。

## サハロフの条件の下でのGUTバリオン数生成
1967年、アンドレイ・サハロフはバリオン生成相互作用が物質と反物質を異なる速度で生成するために満たす必要がある3つの必要条件を提案した。これらの条件は、そのころ起きた宇宙背景放射および中性K中間子系におけるCP対称性の破れの発見に触発された。3つの必要な「サハロフ条件」は
- バリオン数{\displaystyle B}の破れ
- C対称性とCP対称性の破れ
- 非熱平衡の相互作用

である。
バリオン数の破れは明らかに反バリオンよりも過剰にバリオンを生成するために必要な条件である。しかし、C対称性の破れも必要であり、これにより反バリオンよりも多くのバリオンを生成する相互作用がバリオンよりも多くの反バリオンを生成する相互作用によって相殺されなくなる。CP対称性の破れも、なければ左巻きのバリオンと右巻きの反バリオンが同数、左巻き反バリオンと右巻きバリオンが同数生成されるため同様に必要である。最後に、相互作用が熱平衡から外れている必要があり、そうでなければCPT対称性によりバリオン数が増減する過程の間の埋め合わせが保証されるためである。
現在、バリオン数の保存が摂動的に破られている粒子相互作用の実験的証拠はない。このことは観測されたすべての粒子の反応が前と後で等しいことを示唆しているようである。数学的には、（摂動）標準模型のハミルトニアンを持つバリオン数量子演算子の交換子はゼロである。{\displaystyle [B,H]=BH-HB=0}.しかし、標準模型は非摂動的にのみバリオン数の保存を破ることが知られている（グローバルU(1)アノマリー）。バリオン数生成におけるバリオンの破れを説明するためにそのような事象（陽子崩壊を含む）は、Xボソンなどの仮想の重いボソンを介して大統一理論(GUT)および超対称性(SUSY)模型で生じる可能性がある。
2番目の条件であるCP対称性の破れは1964年に発見された（直接的なCPの破れ、つまり崩壊過程におけるCP対称性の破れは1999年に発見された）。CPT対称性のため、CP対称性の破れはT対称性を必要とする。
平衡ではない崩壊のシナリオでは、最後の条件はバリオン非対称性を生成する反応の速度は宇宙の膨張速度よりも小さくなければならないことを述べている。この状況では急速な膨張により対消滅の発生が減少するため、粒子とそれに対応する反粒子は熱平衡に達しない。

## 標準模型内のバリオン数生成

### 電弱バリオン数生成
標準模型はバリオン数生成を組み込むことができるが、このようにして作られた正味のバリオン（およびレプトン）の量は、現在のバリオン非対称性を説明するには十分ではない可能性がある。この問題はまだはっきりとは決定されていない。
標準模型内のバリオン数生成では、電弱対称性の破れが一次相転移であることを必要とする。そうでない場合、スファレロンが相転移までに生じたバリオン非対称性を拭い取るが、バリオン非保存相互作用の量は無視できる量である。
相転移のドメインウォールはP対称性を自発的に破り、CP対称性を破る相互作用がその両側にC非対称性を作ることができるようにする。クォークはドメインウォールの破れた相側に蓄積する傾向があり、反クォークは破れていない相側に蓄積する傾向がある。これは次のように生じる。
CP対称性が破れた電弱相互作用により、クォークを含むいくつかの振幅は対応する反クォークを含む振幅と等しくないが、逆の相を持つ（CKM行列およびK中間子参照）。時間反転は振幅を複素共役にとり、CPT対称性が保存される。
クォークも反クォークも正のエネルギーを持っており、それゆえ時空を移動すると同じ相になるが、それらの振幅のいくつかは逆の相を持つ。この相は質量にも依存し、質量は同一であるがフレーバーおよびドメインウォールに沿って変化するヒッグスVEVに依存する。したがってクォークの振幅の特定の合計は反クォークのものと比較して異なる絶対値を持つ。全体としてクォークと反クォークは、ドメインウォールを介して異なる反射と透過の確率を持っていることがあり、反クォークと比較して破れていない相から来るより多くのクォークが伝達されることが分かる。
したがって、ドメインウォールを通る正味のバリオン束がある。破れていない相に豊富にあるスファレロン遷移により、破れていない相の正味の反バリオン成分が拭い取られる。ただし、スファレロンは破れた相ではそこにある過剰なバリオンを拭い取ることがないよう十分まれな存在である。全体として正味のバリオン数生成がある。
このシナリオでは、非摂動的な電弱相互作用（すなわちスファレロン）がバリオン数の破れの原因となり、摂動的な電弱ラグランジアンがCP対称性の破れの原因となり、ドメインウォールが熱平衡の欠如の原因となる。これはCP対称性の破れとともにそれぞれの側面にC対称性の破れを生み出す。

## 宇宙の物質

### バリオン非対称性パラメータ
物理の理論に対する課題は、どのようにして反物質よりも物質が多くなったのか、そしてこの非対称性の大きさを説明することである。重要な数量詞は非対称性パラメータであり、次の簡単な式で表される。
{\displaystyle \eta ={\frac {n_{B}-n_{\bar {B}}}{n_{\gamma }}}}.
この量はバリオンと反バリオン(それぞれnBとnB)の全体的な数密度の差と、宇宙背景放射光子の数密度nγとの関係を表している。
ビッグバン模型によると、物質はおよそ3000ケルビンの温度（平均運動エネルギーは3000 K / (10.08×103 K/eV) = 0.3 eVに相当）で宇宙背景放射(CBR)から分離される。分離後、CBR光子の総数は一定である。したがって、時空間の膨張により光子密度は減少する。立方センチメートルあたりの平衡温度Tでの光子密度は次式で与えられる。
{\displaystyle n_{\gamma }={\frac {1}{\pi ^{2}}}{\left({\frac {k_{B}T}{\hbar c}}\right)}^{3}\int _{0}^{\infty }{\frac {x^{2}}{e^{x}-1}}\operatorname {d} x={\frac {2\zeta (3)}{\pi ^{2}}}{\left({\frac {k_{B}T}{\hbar c}}\right)}^{3}\approx 20.3\left({\frac {T}{1{\text{K}}}}\right)^{3}{\text{cm}}^{-3}}
kBはボルツマン定数、ħはプランク定数を2πで割った数、cは真空における光速、ζ(3)はアペリーの定数である。現在のCBR光子温度2.725 Kでは、これは1立方センチメートルあたりおよそ411個のCBR光子密度nγに相当する。
それゆえ、上記で定義された非対称性パラメータηは「最良」のパラメータではない。代わりに好まれる非対称性パラメータはエントロピー密度sを使用する。
{\displaystyle \eta _{s}={\frac {n_{B}-n_{\bar {B}}}{s}}}
なぜなら宇宙のエントロピー密度は、その進展の大部分を通じて合理的に一定であった。エントロピー密度は
{\displaystyle s\ {\stackrel {\mathrm {def} }{=}}\ {\frac {\mathrm {entropy} }{\mathrm {volume} }}={\frac {p+\rho }{T}}={\frac {2\pi ^{2}}{45}}g_{\text{⁎}}(T)T^{3}}
である。ここでpとρはエネルギー密度テンソルTμνの圧力と密度、g⁎は温度Tでの「質量の無い」粒子の自由度の有効数で、mc2 ≪ kBTが成立するとき
{\displaystyle g_{\text{⁎}}(T)=\sum _{\mathrm {i=bosons} }g_{i}{\left({\frac {T_{i}}{T}}\right)}^{3}+{\frac {7}{8}}\sum _{\mathrm {j=fermions} }g_{j}{\left({\frac {T_{j}}{T}}\right)}^{3}},
である（温度がそれぞれTiとTjで自由度がgiとgjであるボソンとフェルミオンの場合）。現在はs = 7.04 nγ.である。

### Articles
1. ↑  
V.M. Abazov (2010). “Evidence for an anomalous like-sign dimuon charge asymmetry”. Physical Review D 82 (3):  032001. arXiv:1005.2757. Bibcode: 2010PhRvD..82c2001A. doi:10.1103/PhysRevD.82.032001.
2. ↑  
P.A.M. Dirac (1928). “The Quantum Theory of the Electron”. Proceedings of the Royal Society of London A 117 (778):  610–624. Bibcode: 1928RSPSA.117..610D. doi:10.1098/rspa.1928.0023.
3. ↑  Sarkar, Utpal (2007). Particle and astroparticle physics. CRC Press. pp. 429. ISBN 978-1-58488-931-1
4. ↑  
A. D. Sakharov (1967). “Violation of CP invariance, C asymmetry, and baryon asymmetry of the universe”. Journal of Experimental and Theoretical Physics Letters 5:  24–27. and in Russian, A. D. Sakharov (1967). “Violation of CP invariance, C asymmetry, and baryon asymmetry of the universe”. ZhETF Pis'ma 5:  32–35. republished as A. D. Sakharov (1991). “Violation of CP invariance, C asymmetry, and baryon asymmetry of the universe” (Russian, English). Soviet Physics Uspekhi 34 (5):  392–393. Bibcode: 1991SvPhU..34..392S. doi:10.1070/PU1991v034n05ABEH002497.
5. ↑  
A. A. Penzias; R. W. Wilson (1965). “A Measurement of Excess Antenna Temperature at 4080 Mc/s”. Astrophysical Journal 142:  419–421. Bibcode: 1965ApJ...142..419P. doi:10.1086/148307.
6. ↑  
J. W. Cronin; V. L. Fitch; et al. (1964). “Evidence for the 2π decay of the K0
2 meson”. Physical Review Letters 13 (4):  138–140. Bibcode: 1964PhRvL..13..138C. doi:10.1103/PhysRevLett.13.138.
7. 1 2  
M. E. Shaposhnikov; G. R. Farrar (1993). “Baryon Asymmetry of the Universe in the Minimal Standard Model”. Physical Review Letters 70 (19):  2833–2836. arXiv:hep-ph/9305274. Bibcode: 1993PhRvL..70.2833F. doi:10.1103/PhysRevLett.70.2833. PMID 10053665.
8. ↑  
A. Riotto; M. Trodden (1999). “Recent progress in baryogenesis”. Annual Review of Nuclear and Particle Science 49:  46. arXiv:hep-ph/9901362. Bibcode: 1999ARNPS..49...35R. doi:10.1146/annurev.nucl.49.1.35.
9. ↑  
V. A. Kuzmin; V. A. Rubakov; M. E. Shaposhnikov (1985). “On anomalous electroweak baryon-number non-conservation in the early universe”. Physics Letters B 155 (1–2):  36–42. Bibcode: 1985PhLB..155...36K. doi:10.1016/0370-2693(85)91028-7.

### 教科書
- E. W. Kolb & M. S. Turner (1994). The Early Universe. Perseus Publishing. ISBN 978-0-201-62674-2

### プレプリント
- A. D. Dolgov (1997). “Baryogenesis, 30 Years After”. Surveys in High Energy Physics 13 (1–3):  83–117. arXiv:hep-ph/9707419. Bibcode: 1998SHEP...13...83D. doi:10.1080/01422419808240874.
- A. Riotto (1998). “Theories of Baryogenesis”. High Energy Physics and Cosmology:  326. arXiv:hep-ph/9807454. Bibcode: 1999hepc.conf..326R.
- M. Trodden (1999). “Electroweak Baryogenesis”. Reviews of Modern Physics 71 (5):  1463–1500. arXiv:hep-ph/9803479. Bibcode: 1999RvMP...71.1463T. doi:10.1103/RevModPhys.71.1463.